# Valka (distrito)
Valka (Letão: Valkas rajons) é um distrito da Letônia localizado na região de Vidzeme. Sua capital é a cidade de Valka.

## Cidades
- Valka
- Smiltene
- Strenči
- Seda